# Горан Цветковић
Горан Цветковић (Призрен, 9. децембар 1982) је бивши српски фудбалер. Током каријере је играо на позицији везног играча.
Његов старији брат Иван је такође фудбалер.